# しょうゆマヨスパゲティ
しょうゆマヨスパゲティは、茹でたスパゲティに醤油とマヨネーズをかけた料理。作家の椎名誠が自身の青年時代に考案し、現在では簡単食のひとつとして知られている。削り節や大葉をトッピングすることもある。

## 作り方
椎名が著作の中で「たぶん世界最速で最も簡単単純なスパゲティ」と紹介するほど、簡単につくることができる。
1. 鍋で湯を沸かし、スパゲティを茹でる。
2. 茹であがったスパゲティにバターかオリーブオイルを絡める。
3. スパゲティを皿に盛り、マヨネーズと醤油をかける。
4. ぐちゃぐちゃにかき回して熱いうちに食う。

熱いうちに食べるのが非常に重要である。熱いうちは死ぬほどうまいが、冷めると死ぬほどまずいものとなるので注意が必要だ。

## 歴史
青年時代、椎名はイタリアンレストラン「ニコラス」でアルバイトをしていた。そのうち、そこで目にした異国の麺、スパゲティに興味を持つようになった。初めは茹でたスパゲティに醤油だけをかけて食べていたが、そこにマヨネーズを加えるともっと美味しくなることに気がついた。これがしょうゆマヨスパゲティの始まりである。
椎名は自身が隊長であるキャンプ集団「いやはや隊」でも、これを製作・披露するようになった。いやはや隊の料理長であった林政明も、これを「偉大な発明」と評している。
しょうゆマヨスパゲティは椎名の著作にもしばしば登場し、一般での知名度も上昇していった。そして2016年、椎名自選のうまいものランキング「シーナが好きな黄金のバカうま料理24」で1位を獲得した。さらに椎名誠旅する文学館で行われた一般人向けのアンケート「私が選ぶ　シーナマコト本の中の、イチ押しレシピ！」でも、これの派生形である焼きソーメンしょうゆマヨネーズがけ（詳細は後述）が1位となった。
現在では、「冷蔵庫にあるものだけで作れる」単純さと、レシピのわかりやすさ、そして何よりその旨さから多くの人々の人気を得ている。
ただ、スパゲティとマヨネーズはほぼ糖質なので、この料理は栄養バランス的に良いとは言えない。

## バリエーション
前述の基本型に削り節を加えたものは望郷シーナスパゲティ、そこにさらに大葉を加えたものはムハスパゲティと呼ばれる。ただし、椎名の著作『どーしてこんなにうまいんだあ！』で、望郷シーナスパゲティがしょうゆマヨスパゲティとして紹介されているように、それぞれの区別は曖昧だ。
また、スパゲティを、茹でた後軽く炒めたそうめんに変えると、焼きソーメンしょうゆマヨネーズがけとなる。こちらは椎名の私小説『岳物語』に登場しており、岳少年と彼の友達から人気を博した。
さらに、スパゲティをうどんに変えることもできる。うどんは特に五島列島の椿うどんが推奨されている。